# Un week-end dans le Michigan
Un week-end dans le Michigan (titre original en anglais The Sportswriter) est un roman de l'écrivain américain Richard Ford publié originellement le 12 février 1986 aux États-Unis et en français le 3 avril 1990 aux éditions Payot. Il constitue le premier volume du cycle « Frank Bascombe ».

## Écriture du roman
Ce roman a fait partie des finalistes du PEN/Faulkner Award en 1986 et a été inclus dans la liste des cent meilleurs romans de langue anglaise du magazine américain Time en 2005.

## Résumé
Au début des années 1980, Frank Bascombe est un journaliste sportif reconnu travaillant pour un hebdomadaire national et vivant à Haddam dans le New Jersey. Un peu plus de dix ans auparavant, il avait publié un recueil de nouvelles à succès (intitulé Automne bleu) et son éditeur voyait alors en lui l'un des acteurs de la relève littéraire. Cependant, Frank Bascombe en a décidé autrement et prit le parti de s'orienter vers l'écriture factuelle des commentaires sportifs et des entretiens avec les joueurs. Avec sa femme, « X », il a fondé une famille de trois enfants et vivent le classique rêve américain jusqu'au jour de la mort du plus jeune, Ralph.

## Éditions
- (en) The Sportswriter, Vintage Books, 1986  (ISBN 978-1860461712).
- Un week-end dans le Michigan, Payot, 1990  (ISBN 978-2228882422).
- Un week-end dans le Michigan, éditions de l'Olivier, 1999  (ISBN 978-2879291963).
- (en) The Bascombe Novels, coll. « Everyman's Library », Alfred A. Knopf Publishers, 2009,  (ISBN 978-0307269034).